# Donny de Groot
Donny de Groot est un footballeur néerlandais né le 16 août 1979 à Gouda.

## Palmarès
- FC Utrecht
  - Vainqueur de la Coupe des Pays-Bas en 2004.
- RKC Waalwijk
  - Champion de Eerste divisie (D2) en 2011.

### Distinction individuelle
- Meilleur buteur d'Eerste divisie (D2) en 2002-2003 avec le FC Emmen.